# Hebetica apicalis
Hebetica apicalis är en insektsart som beskrevs av Leon Fairmaire. Hebetica apicalis ingår i släktet Hebetica och familjen hornstritar. Inga underarter finns listade i Catalogue of Life.